# Juan Manuel López Martínez
Juan Manuel López Martínez (Madrid, 1969. szeptember 3. –) spanyol válogatott labdarúgó.

## Pályafutása

### Klubcsapatban
Pályafutását szülővárosában az Atlético Madrid B csapatában kezdte. A felnőtt csapatban az 1990–91-es szezonban mutatkozott be, melynek végén spanyol kupagyőztes lett. Az 1991–92-es szezonban megvédték címüket a kupában. 1996-ban megnyerték a spanyol bajnokságot és a spanyol kupát is.

### A válogatottban
1992-ben 7 alkalommal lépett pályára a spanyol U23-as válogatottban. Tagja volt az 1992. évi nyári olimpiai játékokon aranyérmet szerző válogatott keretének. 1992 és 1997 között 11 alkalommal szerepelt a spanyol válogatottban. Részt vett az 1996-os Európa-bajnokságon.

## Sikerei, díjai
Atlético Madrid
- Spanyol bajnok (1): 1995–96
- Spanyol kupa (3): 1990–91, 1991–92, 1995–96

Spanyolország U23
- Olimpiai bajnok (1): 1992

## Külső hivatkozások
- Juan Manuel López Martínez – a FIFA adatbázisában
- Juan Manuel López Martínez adatlapja a National-Football-Teams.com oldalon (angolul)

- Juan Manuel López Martínez (angol nyelven). eu-football.info
- Juan Manuel López Martínez (angol nyelven). BDFutbol.com